# Półpokład

Żaglowy jacht kabinowy z zaznaczonym półpokładem (kolor czerwony).

Półpokład – część powierzchni pokładu na jednostce pływającej, której ciągłość pomiędzy burtami jest przerwana poprzez elementy konstrukcyjne wystające z pokładu, lub zagłębiające się w niego. Półpokłady są wąskimi i długimi odcinkami pokładu biegnącymi wzdłuż burt, a rozdzielone pomiędzy burtami mogą być kokpitem, pokładówką, nadbudówką, lukiem towarowym itp. Półpokłady służą do przemieszczania się załogi. Ze względu na małą szerokość półpokładów często stosuje się poręcze nazywane handrelingami.